# Керікс
Ке́рікс (дав.-гр. κήρυξ, Keryx) — персонаж давньогрецької міфології. Засновник аттичного роду Керіків, син Гермеса й Аглаври. Представники роду Евмольпідів, котрі ворогували з Керіками, стверджували, що Керікс був молодшим сином Евмольпа.